# Clive Cussler
Pour les articles homonymes, voir Cussler.
 (octobre 2017).
Si vous disposez d'ouvrages ou d'articles de référence ou si vous connaissez des sites web de qualité traitant du thème abordé ici, merci de compléter l'article en donnant les références utiles à sa vérifiabilité et en les liant à la section « Notes et références ».
Œuvres principales
- Série Dirk Pitt
- Série Numa Files
- Série Oregon Files

Clive Cussler, né le 15 juillet 1931 à Aurora en Illinois aux États-Unis et mort le 24 février 2020 en Arizona, est un romancier et chasseur d'épaves américain.
Il est surtout connu pour ses romans qui mettent en vedette l'aventurier imaginaire Dirk Pitt.

## Biographie
Clive Cussler a grandi à Alhambra (Californie). Après des études au collège communautaire de Pasadena, il s’engage dans l’armée de l’air pendant la guerre de Corée et travaille à Hickam Field (Hawaï) comme mécanicien d’avions.
Il entre ensuite dans la publicité où il devient rédacteur puis concepteur pour deux des plus grandes agences de publicité américaines, écrivant et produisant des spots publicitaires pour la radio et la télévision, qui reçoivent plusieurs récompenses, tels le New York Clio et le Hollywood International Broadcast, ainsi que plusieurs mentions dans des festivals du film, y compris le Festival de Cannes.
Il commence à écrire en 1965 mais son premier roman, Vortex, ne trouve pas d’éditeur (il ne sera publié que des années plus tard, une fois Cussler bien établi comme auteur). Ce sont ses romans suivants, MayDay! et Iceberg qui font découvrir au public son héros aux yeux verts : Dirk Pitt. C’est avec Renflouez le Titanic ! que Cussler commence véritablement sa carrière d’auteur à succès.
Cussler s’est également acquis une réputation comme chasseur d'épaves. Il affirme avoir retrouvé environ 60 navires coulés un peu partout sur la planète, dont le CSS H. L. Hunley (annoncé comme le premier sous-marin à avoir coulé un navire ennemi, lors de la guerre de Sécession), le Cumberland, le Manassas, le Carondelet, le Sultana et le Florida. Au début du XXIe siècle, il participe à une émission présentant différentes facettes du travail de chasseur d'épaves.
Il est également président de la National Underwater and Marine Agency (NUMA), l'Agence nationale maritime et sous-marine, association à but non lucratif qui défend le patrimoine marin international.
Il apprécie particulièrement les vieilles voitures, constituant au fil des années une impressionnante collection de voitures restaurées, et fonde un musée à Arvada (Colorado) pour les exposer. Celui-ci expose plus d'une centaine de véhicules, datés d'entre 1906 et 1965. On y retrouve des Avions Voisin, des Panhard, Meteor, Cadillac ou encore des Piece Arrow.
Après sa mort en 2020, son fils Dirk et ses différents amis coécrivains de certaines aventures font perdurer les personnages au travers de nouveaux livres « A Clive Cussler Adventure ».

## Œuvres

### SérieDirk Pitt
C'est la série principale de Clive Cussler, mettant en scène Dirk Pitt, aventurier et directeur des projets spéciaux de la NUMA.
- Livres écrits par Clive Cussler :
  1. MayDay!, Lefrancq, 1993 ((en) The Mediterranean Caper, 1973)
  2. Iceberg, Lefrancq, 1994 ((en) Iceberg, 1975)
  3. Renflouez le Titanic !, Robert Laffont, 1977 ((en) Raise the Titanic!, 1976)Adapté au cinéma par Jerry Jameson sous le titre La Guerre des abîmes
  4. Vixen 03, Robert Laffont, 1980 ((en) Vixen 03, 1978)
  5. L'Incroyable Secret, Grasset, 1983 ((en) Night Probe, 1981)
  6. Vortex, Lefrancq, 1995 ((en) Pacific Vortex, 1983)
  7. Panique à la Maison-Blanche, Grasset, 1985 ((en) Deep Six, 1984)
  8. Cyclope, Grasset, 1987 ((en) Cyclops, 1986)
  9. Trésor, Grasset, 1989 ((en) Treasure, 1988)
  10. Dragon, Grasset, 1991 ((en) Dragon, 1990)
  11. Sahara, Grasset, 1993 ((en) Sahara, 1992)Adapté au cinéma par Breck Eisner sous le titre Sahara
  12. L'Or des Incas, Grasset, 1995 ((en) Inca Gold, 1994)
  13. Onde de choc, Grasset, 1997 ((en) Shock Wave, 1996)
  14. Raz de marée, Grasset, 1999 ((en) Flood Tide, 1997)
  15. Atlantide, Grasset, 2001 ((en) Atlantis Found, 1999)
  16. Walhalla, Grasset, 2004 ((en) Valhalla Rising, 2001)
  17. Odyssée, Grasset, 2004 ((en) Trojan Odyssey, 2003)
- Livres coécrits avec Dirk Cussler :
  1.  Vent mortel, Grasset, 2008 ((en) Black Wind, 2004)
  2. Le Trésor du Khan, Grasset, 2009 ((en) Treasure of Khan, 2006)
  3. Dérive arctique, Grasset, 2011 ((en) Arctic Drift, 2008)
  4. Le Complot du croissant, Grasset, 2014 ((en) Crescent Dawn, 2010)
  5. La Flèche de Poséidon, Grasset, 2015 ((en) Poseidon's Arrow, 2012)
  6. Tempête sur la Havane, 2023 ((en) Havana Storm, 2014)
  7. La Mer d'Odessa, 2023 ((en) Odessa Sea, 2016)
  8. L'Empire celtique, 2023 ((en) Celtic empire, 2019)
- Livres écrits par Dirk Cussler :
  1.  La Mer du diable, 2023 ((en) The Devil's Sea, 2021)
  2. (en) The Corsican Shadow, 2023

### SérieDossiers de la NUMA
- Livres coécrits avec Paul Kemprecos :
  1. Serpent, Grasset, 2000 ((en) Serpent, 1999)
  2. L'Or bleu, Grasset, 2002 ((en) Blue Gold, 2000)
  3. Glace de feu, Grasset, 2005 ((en) Fire Ice, 2002)
  4. Mort blanche, Grasset, 2006 ((en) White Death, 2003)
  5. À la recherche de la cité perdue, Grasset, 2007 ((en) Lost City, 2004)
  6. Tempête polaire, Grasset, 2009 ((en) Polar Shift, 2005)
  7. Le Navigateur, Grasset, 2010 ((en) The Navigator, 2007)
  8. Méduse bleue, Grasset, 2012 ((en) Medusa, 2009)
- Livres coécrits avec Graham Brown :
  1.  La Fosse du diable, Grasset, 2015 ((en) Devil's Gate, 2011)
  2. La Horde, Grasset, 2016 ((en) The Storm, 2012)
  3. L'Heure H, Grasset, 2017 ((en) Zero Hour, 2013)
  4. Vaisseau fantôme, Grasset, 2019 ((en) Ghost Ship, 2014)
  5. (en) The Pharaoh's Secret, 2015
  6. (en) Nighthawk, 2017
  7. (en) The Rising Sea, 2018
  8. (en) Sea of Greed, 2018
  9. (en) Journey of the Pharoahs, 2020
  10. (en) Fast Ice, 2021
- Livres écrits par Graham Brown :
  1.  (en) Dark Vector, 2022
  2. (en) Condor's Fury, 2023

### SérieOregon
Cette série suit les aventures de Juan Cabrillo.
- Livres coécrits avec Craig Dirgo :
  1. Bouddha, Grasset, 2005 ((en) Golden Buddha, 2003)
  2. Pierre sacrée, Grasset, 2007 ((en) Sacred Stone, 2004)
- Livres coécrits avec Jack Du Brul :
  1.  Quart mortel, Grasset, 2008 ((en) Dark Watch, 2005)
  2. Rivage mortel, Grasset, 2010 ((en) Skeleton Coast, 2006)
  3. Croisière fatale, Grasset, 2010 ((en) Plague Ship, 2008)
  4. Corsaire, Grasset, 2011 ((en) Corsair, 2009)
  5. La Mer silencieuse, Grasset, 2013 ((en) The Silent Sea, 2010)
  6. Jungle, Grasset, 2014 ((en) The Jungle, 2011)
  7. Mirage, Grasset, 2017 ((en) Mirage, 2013)
- Livres coécrit avec Boyd Morrison :
  1.  Projet Piranha, Grasset, 2018 ((en) Piranha, 2015)
  2. La Revanche de l'empereur, 2023 ((en) The Emperor's Revenge, 2016)
  3. La Furie du typhon, 2023 ((en) Typhoon Fury, 2017)
  4. Tyrans fantômes, 2023 ((en) Shadow Tyrants, 2018)
  5. Option finale, 2023 ((en) Final option, 2018)
  6. Maraudeur, 2023 ((en) Marauder, 2020)
- Livres écrits par Mike Maden :
  1.  Feu d'enfer, 2023 ((en) Hellburner, 2022)
  2. Frappe incendiaire, 2023 ((en) Fire Strike, 2023)
  3. (en) Ghost Soldier, 2024

### SérieFargo
Cette série suit les aventures de Sam et Remi Fargo, un couple de chasseurs professionnels de trésors.
- Livres coécrits avec Grant Blackwood :
  1. L'Or de Sparte, Grasset, 2012 ((en) Spartan Gold, 2009)
  2. L'Empire perdu, Grasset, 2013 ((en) Lost Empire, 2010)
  3. Le Royaume du Mustang, Grasset, 2015 ((en) The Kingdom, 2011)
- Livres coécrits avec Thomas Perry :
  1.  Les Tombes d'Attila, Grasset, 2016 ((en) The Tombs, 2012)
  2. Les Secrets mayas, Grasset, 2017 ((en) The Mayan Secrets, 2013)
- Livres coécrits avec Russell Blake.
  1.  L'Œil du paradis, Grasset, 2018 ((en) The Eye Of Heaven, 2014)
  2. (en) The Solomon Curse, 2015
- Livres coécrits avec Robin Burcell :
  1.  (en) Pirate, 2016
  2. (en) The Romanov Ransom, 2017
  3. (en) The Gray Ghost, 2018
  4. (en) The Oracle, 2019
  5. (en) Wrath of Poseidon, 2020
- Livres écrits par Robin Burcell :
  1.  (en) The Serpent's Eye, 2025

### SérieIsaac Bell
Cette série a pour personnage principal Isaac Bell, un détective d'élite dans l'agence de détectives Van Dorn. Il est le fils de Ebenezer Bell et petit-fils de Isaiah Bel, deux éminents banquiers de Boston. Il est fiancé à Marion Morgan.
- Livre écrit par Clive Cussler :
  1. La Poursuite, Grasset, 2010 ((en) The Chase, 2007)
- Livres coécrits avec Justin Scott :
  1.  Le Saboteur, Grasset, 2012 ((en) The Wrecker, 2009)
  2. L'Espion, Grasset, 2013 ((en) The Spy, 2010)
  3. La Course, Grasset, 2014 ((en) The Race, 2011)
  4. L'Acrobate, Grasset, 2016 ((en) The Thief, 2012)
  5. (en) The Striker, 2013
  6. (en) The Bootlegger, 2014
  7. (en) The Assassin, 2015
  8. (en) The Gangster, 2016
  9. (en) The Cutthroat, 2017
- Livres coécrits avec Jack Du Brul (en) :
  1.  (en) The Titanic Secret, 2019
  2. (en) The Saboteurs, 2021
- Livres écrits par Jack Du Brul (en) :
  1.  (en) The Sea Wolves, 2022
  2. (en) The Heist, 2024

### Livres pour enfants
- (en) The Adventures of Vin Fiz, 2006
- (en) The Adventures of Hotsy Totsy, 2010

### Œuvres hors du domaine de la fiction
- Chasseurs d'épaves, Grasset, 1998 ((en) The Sea Hunters, 1996)Fiction-réalité
- (en) Dirk Pitt Revealed, 1998
- Chasseurs d'épaves, nouvelles aventures, Grasset, 2006 ((en) The Sea Hunters II, 2002)Fiction-réalité
- (en) Built for Adventure: The Classic Automobiles of Clive Cussler and Dirk Pitt, 2011
- (en) Built to Thrill: More Classic Automobiles from Clive Cussler and Dirk Pitt, 2016